# 605 (tal)
605 är det naturliga heltal som följer 604 och följs av 606.

## Matematiska egenskaper
- 605 är ett udda tal.
- 605 är ett sammansatt tal.
- 605 är ett defekt tal.
- 605 är ett Harshadtal.
- 605 är ett Ulamtal.

## Inom vetenskapen
- 605 Juvisia, en asteroid.